# Étalans
Étalans ist eine französische Gemeinde mit 1.648 Einwohnern (Stand 1. Januar 2022)
im Département Doubs in der Region Bourgogne-Franche-Comté. Sie gehört zum Arrondissement Pontarlier und zum Kanton Valdahon.
Sie entstand mit Wirkung vom 1. Januar 2017 als namensgleiche Commune nouvelle durch die Zusammenlegung der früher selbstständigen Gemeinden Étalans, Charbonnières-les-Sapins und Verrières-du-Grosbois, denen in der neuen Gemeinde der Status einer Commune déléguée nicht zuerkannt wurde. Der Verwaltungssitz befindet sich im Ort Étalans.

## Gliederung
| Ortsteil                   | ehemaliger INSEE-Code | Fläche (km²) | Höhenlage (m) | Einwohnerzahl (2014) | Dichte (Einw. je km²) | Kantonszugehörigkeit |
| -------------------------- | --------------------- | ------------ | ------------- | -------------------- | --------------------- | -------------------- |
| Charbonnières-les-Sapins00 | 25123                 | 09,10        | 400–583       | 0190                 | 20,9                  | Ornans               |
| Étalans (Verwaltungssitz)  | 25222                 | 23,95        | 520–638       | 1236                 | 51,6                  | Valdahon             |
| Verrières-du-Grosbois      | 25610                 | 07,86        | 555–635       | 0038                 | 04,8                  | Valdahon             |

zum 1. Januar 2016 entfielen 87,7 Prozent (1344 Einw.) der Gemeindebevölkerung auf den Kanton Valdahon und 12,3 Prozent (188 Einw.) auf den Kanton Ornans.

## Geographie
Étalans liegt auf 589 m über dem Meeresspiegel, sechs Kilometer westlich von Valdahon und etwa 21 Kilometer ostsüdöstlich der Stadt Besançon (Luftlinie). Das Dorf erstreckt sich im Jura, inmitten des weiten Plateaus von Valdahon, dem sogenannten ersten Plateau des Juras, im Quellgebiet des Ruisseau de la Brême, nordöstlich des Talsystems der Loue.
Die Fläche des 40,91 km² großen Gemeindegebiets umfasst einen Abschnitt des französischen Juras. Das gesamte Gebiet wird vom nur sehr schwach reliefierten Hochplateau von Valdahon eingenommen, das durchschnittlich auf 600 m liegt. Es ist teils von Acker- und Wiesland, teils auch von Wald bestanden und steigt gegen Südosten leicht an. Im äußersten Südosten, auf der Anhöhe bei Oupans, wird denn auch mit 638 m die höchste Erhebung von Étalans erreicht. Das Gemeindegebiet wird im Süden vom Flüsschen Brême durchquert, das durch eine Talniederung leicht in das Plateau eingetieft nach Westen fließt und sein Wasser der Loue zuführt. Ansonsten besitzt das Plateau keine oberirdischen Fließgewässer, weil das Niederschlagswasser im verkarsteten Untergrund versickert.
Im nördlichen und nordöstlichen Gemeindeteil dehnen sich größere Wälder aus, darunter der Bois d’Emblery und die Forêt de la Verrière-du-Grosbois. Ganz im Norden reicht das Gebiet fast bis an den Fuß des Höhenrückens Côte d’Anroz. Im Nordosten hat die Gemeindefläche mit rund 3 km² Anteil am Truppenübungsplatz Valdahon, der insgesamt eine Fläche von 35 km² einnimmt.
Zu Étalans gehören neben dem eigentlichen Ort verschiedene Weiler und Einzelhöfe, die weit über das Plateau verstreut liegen:
- Bermotte (599 m) auf dem Plateau nördlich des Dorfes
- L’Ejus (590 m) in einer Mulde nordöstlich des Dorfes
- Oupans (615 m) an einem leicht nach Westen geneigten Hang südöstlich des Dorfes

Nachbargemeinden von Étalans sind Naisey-les-Granges, Gonsans, Vercel-Villedieu-le-Camp und Valdahon im Norden, Fallerans im Osten, Guyans-Durnes im Süden sowie Saules, Guyans-Durnes, Ornans, Tarcenay-Foucherans, Trépot und L’Hôpital-du-Grosbois im Westen.

## Bevölkerungsentwicklung
| Etalans                    | 634   | 706   | 844   | 771   | 904  | 925  | 1067 | 1111 | 1180 | 1219 |
| Charbonnières-les-Sapins00 | 116   | 116   | 111   | 121   | 126  | 159  | 191  | 195  | 192  | 193  |
| Verrières-du-Grosbois      | 49    | 31    | 23    | 10    | 21   | 19   | 21   | 22   | 24   | 34   |
| Etalans                    | .0799 | .0853 | .0978 | .0902 | 1051 | 1103 | 1279 | 1328 | 1396 | 1446 |
| Quelle: Cassini und INSEE  |       |       |       |       |      |      |      |      |      |      |

Die (Gesamt-)Einwohnerzahlen der Gemeinde Etalans wurden durch Addition der bis Ende 2016 selbständigen Gemeinden ermittelt.

## Sehenswürdigkeiten

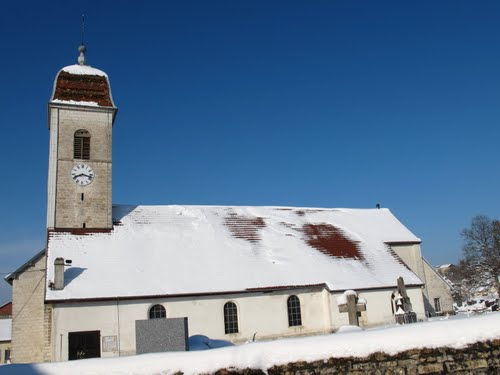
Kirche Saint-Nicolas

Die Kirche Saint-Nicolas in Étalans wurde im 13. Jahrhundert errichtet und erfuhr danach zahlreiche kleinere und größere Umgestaltungen. Aus der Erbauungszeit erhalten ist der charakteristische Portalbereich in gotischen Stilformen. Der Glockenturm wurde 1705 neu erbaut; ebenfalls aus dem 18. Jahrhundert stammen die Seitenschiffe, während der heutige Chorraum 1834 erneuert wurde. Die Kirche besitzt eine bemerkenswerte vergoldete Holzstatue der Jungfrau mit Kind (aus dem 18. Jahrhundert). Von der  ehemaligen Burg aus dem 13. Jahrhundert sind nur noch wenige Grundmauern sichtbar. Im Ortskern sind verschiedene Bauernhäuser im charakteristischen Stil der Franche-Comté aus dem 17. bis 19. Jahrhundert erhalten.
Zu den Natursehenswürdigkeiten zählt der nordwestlich des Dorfes gelegene Gouffre de Poudrey mit dem größten für Besucher zugänglichen Höhlensaal Frankreichs, der eine Höhe von ungefähr 60 Metern aufweist.

## Wirtschaft und Infrastruktur

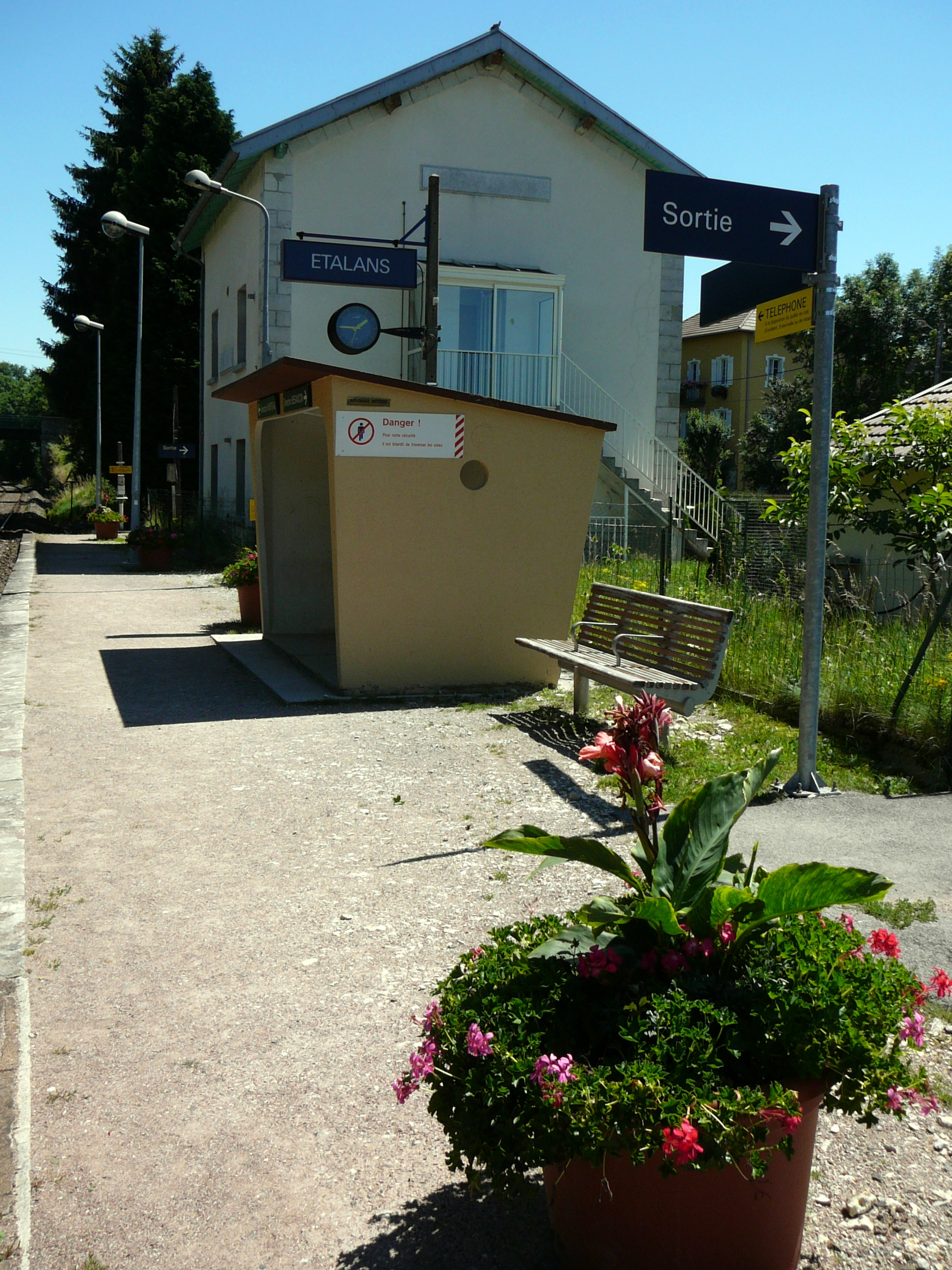
Bahnhof Étalans

Étalans war bis weit ins 20. Jahrhundert hinein ein vorwiegend durch die Landwirtschaft (Ackerbau, Obstbau und Viehzucht) und die Forstwirtschaft geprägtes Dorf. Daneben gibt es heute einige Betriebe des Kleingewerbes, darunter Betriebe des Baugewerbes, der Holzverarbeitung, mechanische Werkstätten, Autogaragen, eine Käserei und Einzelhandelsgeschäfte. Mittlerweile hat sich das Dorf auch zu einer Wohngemeinde gewandelt. Viele Erwerbstätige sind Wegpendler, die in den größeren Ortschaften der Umgebung oder in der Agglomeration Besançon ihrer Arbeit nachgehen.
Die Ortschaft ist verkehrstechnisch gut erschlossen. Sie liegt nahe der Hauptstraße N57, die von Besançon nach Pontarlier führt. Bei Étalans befindet sich die Abzweigung der Hauptstraße D461 via Valdahon und Morteau nach La Chaux-de-Fonds. Das Dorf ist durch eine Ortsumfahrung vom Durchgangsverkehr entlastet. Weitere Straßenverbindungen bestehen mit Ornans, Baume-les-Dames und Durnes. Étalans besitzt einen Bahnhof an der Eisenbahnlinie von Besançon nach Le Locle.